# Знижене сексуальне бажання
Гіпоактивний розлад сексуального бажання (HSDD), гіпосексуальність або пригнічене сексуальне бажання (ISD) іноді вважається сексуальною дисфункцією та характеризується як недостатня або повна відсутність сексуальних фантазій і бажання сексуальної активності. Щоб цей діагноз розглядався як розлад, він має відповідати певним критеріям: спричиняти виражений дистрес або міжособистісні труднощі сексуальної взаємодії, які неможливо пояснити іншим психічним розладом, наркотиком (легальним чи нелегальним) або іншим захворюванням. Людина з ISD не має збудження або не реагує на бажання свого партнера чи партнерки до сексуальної активності. HSDD мають приблизно 10% усіх жінок у пременопаузі у США, або близько 6 мільйонів жінок, і 1,5% чоловіків.
Існують підтипи: HSDD може бути загальним (загальна відсутність сексуального бажання) або ситуативним (сексуальне бажання є, але не до поточного партнера), і може бути набутим (HSDD почався після періоду нормального функціонування) або протягом усього життя (у людини завжди було відсутнє / низьке сексуальне бажання).
У DSM-5 HSDD було розділено на розлад гіпоактивного сексуального бажання у чоловіків і розлад сексуального інтересу / збудження у жінок. Вперше термін був включений у DSM-III під назвою «розлад сексуального бажання», але назву було змінено в DSM-III-R. Інші терміни, що використовуються для опису явища, включають сексуальну відразу та сексуальну апатію. Іншими термінами є анафродизія і фригідність.

## Причини
Низьке сексуальне бажання взагалі не є еквівалентом HSDD через вимогу в HSDD, згідно з якою низьке сексуальне бажання вважається розладом, якщо спричиняє помітний дистрес і міжособистісні труднощі сексуальної активності / взаємодії, а також через вимогу, що низьке бажання не може бути краще пояснено іншим розладом у DSM або загальною медичною проблемою. Тому при діагностиці розладу важливо точно визначати, що саме викликає HSDD.
У чоловіків (хоча теоретично існує більше типів HSDD/низького сексуального бажання) зазвичай діагностують лише один із трьох підтипів.
- Протягом усього життя/узагальнено: чоловік не відчуває або не має бажання сексуальної стимуляції (з партнеркою/партнером або наодинці) і ніколи не мав.
- Набутий/узагальнений: чоловік раніше мав сексуальний інтерес до свого нинішнього партнера/партнерки, але тепер не має інтересу до сексуальної активності, у партнерстві чи поодинці.
- Набутий/ситуативний: чоловік раніше був сексуально зацікавлений у своїй нинішній партнерці/партнерові, але тепер не має сексуального інтересу до цієї партнерки/цього партнера, але має бажання сексуальної стимуляції (тобто сам або з кимось іншим, ніж його теперішній партнерка/партнер).

Хоча іноді буває важко розрізнити ці типи, вони не обов’язково мають однакову причину. Причина довічного/генералізованого HSDD невідома. У випадку набутого/узагальненого низького сексуального бажання можливі причини включають різні медичні проблеми/проблеми зі здоров’ям, психіатричні проблеми, низький рівень тестостерону або високий рівень пролактину. Одна з теорій припускає, що сексуальне бажання контролюється балансом між гальмівними та збуджуючими факторами. Вважається, що це виражається через нейромедіатори в окремих областях мозку. Таким чином, зниження сексуального бажання може бути наслідком дисбалансу між нейромедіаторами збудливої дії, такими як дофамін і норадреналін, і нейромедіаторами з гальмівною активністю, такими як серотонін.  Низький сексуальний потяг також може бути побічним ефектом різних ліків (зокрема, антидепресантів).
У випадку набутого/ситуаційного HSDD можливі причини розладу включають труднощі в інтимній близькості, проблеми у стосунках, сексуальну залежність і хронічну хворобу партнера чоловіка. Клінічна докази цього явища є дещо під питанням. Деякі утверджені причини низького сексуального бажання ґрунтуються на емпіричних даних. Однак деякі ґрунтуються лише на клінічних спостереженнях. Проте у багатьох випадках причина HSDD невідома.
Деякі з цих факторів вважаються можливими причинами HSDD у жінок: як і у чоловіків, різні медичні проблеми, психіатричні проблеми (наприклад, афективні розлади) або підвищена кількість пролактину можуть викликати HSDD. Вважається, що інші гормони також залучені до цього процесу. Крім того, такі фактори, як проблеми у стосунках або стрес вважаються можливими причинами зниження статевого потягу у жінок. Згідно з одним нещодавнім дослідженням, що вивчає афективні реакції та захоплення уваги сексуальними стимулами у жінок з HSDD і без нього: жінки з HSDD не мають негативного зв’язку з сексуальними стимулами, а швидше слабший позитивний зв’язок, ніж жінки без HSDD.
Одне дослідження показало, що третина післяопераційних трансгендерних жінок відчуває HSDD, що приблизно відповідає стану жінки в овуляції з поправкою на вік. Не було знайдено доказів того, що HSDD у трансжінок викликаний нестачею вільного тестостерону. Доведено, що прогестерон а також інші гормональні препарати полегшують деякі симптоми HSDD у трансгендерних жінок.

## Діагностика
У DSM-5 розлад гіпоактивного статевого бажання у чоловіків характеризується «постійною або повторюваною недостатністю (або відсутністю) сексуальних/еротичних думок або фантазій і бажання сексуальної активності», за оцінкою клініциста, з урахуванням віку пацієнта та культурного контексту.
Розлад сексуального інтересу / збудження у жінок визначається як «відсутність або значно знижений сексуальний інтерес / збудження», що проявляється принаймні трьома з наступних симптомів:
- відсутність або слабкий інтерес до сексуальної активності,
- відсутність або незначна кількість сексуальних думок,
- відсутність або незначна кількість спроб почати сексуальну активність або реагувати на ініціативу партнера / партнерки,
- відсутність або слабке сексуальне задоволення / збудження в 75–100% сексуальних переживань,
- відсутність або слабкий сексуальний інтерес на внутрішні або зовнішні еротичні стимули,
- відсутність або незначна чутливість генітальних / негенітальних відчуттів у 75–100% випадків сексуального досвіду[4].

Для обох діагнозів симптоми зберігаються щонайменше 6 місяців, що викликано клінічно значущим дистресом і не пояснюється іншим станом. Просто мати нижче бажання, ніж у партнера/партнерки, недостатньо для постановки діагнозу розладу. Самоідентифікація довічної відсутності сексуального бажання як асексуальності перешкоджає діагностиці.

## Лікування

### Консультування
HSDD, як і багато інших сексуальних дисфункцій, є тим розладом, що лікуються в контексті стосунків. Теоретично можна діагносьувати і лікувати HSDD, не перебуваючи у стосунках. Однак стан стосунків є найбільш прогностичним фактором, що враховує дистрес у жінок із низьким бажанням і дистрес, необхідний для діагностики HSDD. Таким чином, зазвичай обидва партнери беруть участь у терапії для досягнення позитивного результату лікування.
Як правило, терапевт намагається знайти психологічну або біологічну причину HSDD. Якщо HSDD є органічним, його лікують. Якщо причиною є психологічна проблема, може бути рекомендована психотерапія. Якщо ні, лікування, як правило, більше зосереджується на питаннях стосунків і спілкування, покращення комунікації (вербальної та невербальної), сексуальної комунікації, роботи над несексуальною інтимністю або сексуальної освіти — все це може бути можливим елементом лікування. Іноді проблеми виникають через те, що люди мають нереалістичне уявлення про те, що таке нормальна сексуальність, і стурбовані тим, що вони погано порівнюються з цим, і це одна з причин, чому сексуальна освіта може бути важливою. Якщо проблема частково є наслідком стресу, можуть бути рекомендовані методики для ефективнішого вирішення проблеми. Крім того, важливо зрозуміти, чому низький рівень сексуального бажання є проблемою стосунків, оскільки партнери можуть надавати сексу різний контекст, але не знати про це.
У випадку чоловіків терапія може залежати від підтипу HSDD. Підвищення рівня сексуального бажання чоловіка з довічним/генералізованим HSDD є малоймовірним. Натомість сексопатолог може допомогти парі адаптуватися. У випадку набутого/генералізованого захворювання існує певна біологічна причина, на яку може звернути увагу клініцист. У випадку набутого/ситуативного стану може бути використана певна форма психотерапії -  з чоловіком наодинці або разом з його партнеркою / партнером.

## Історія
Термін «фригідність» для опису сексуальної дисфункції походить із середньовічних і ранніх канонічних текстів про чаклунство. Вважалося, що відьми можуть накладати на чоловіків заклинання, щоб позбавити їх здатності до ерекції.
На початку ХІХ століття жінок вперше назвали «фригідними», і існує величезна кількість літератури про те, що це вважалося тоді серйозною проблемою, якщо жінка не бажала сексу зі своїм чоловіком. Багато медичних текстів 1800 -1930 рр. зосереджувалися на жіночій «фригідності», вважаючи її сексуальною патологією.
Французька психоаналітикиня принцеса Марія Бонапарт висунула теорію про фригідність і вважала, що має її. У третьому виданні Діагностичного та статистичного посібника для психічних розладів (DSM-III) фригідність та імпотенція цитувалися як альтернативні номенклатури пригніченого сексуального збудження.
У 1970 році Мастерс і Джонсон опублікували свою книгу Human Sexual Inadequacy, в якій описували сексуальні дисфункції, хоча вони включали лише дисфункції, що стосуються функції геніталій, такі як передчасна еякуляція та імпотенція у чоловіків, аноргазмія та вагінізм у жінок. До досліджень Мастерза та Джонсона деякі терапевти вважали, що жіночий оргазм походить переважно від вагінальної, а не кліторальної стимуляції. Отже, як підсумовували феміністки, «фригідність» визначалася чоловіками як неспроможність жінок отримати «вагінальний» оргазм.
Після цієї книги сексуальна терапія поширювалася протягом 1970-х. Звіти секс-терапевтів про людей із низьким сексуальним бажанням надходять принаймні з 1972 року, але позначення цього явища як специфічного розладу не відбулося до 1977 року. У 1977 році секс-терапевти Гелен Сінгер Каплан і Гарольд Ліф незалежно одне від одного запропонували створити особливу категорію для людей із низьким сексуальним бажанням або без нього. Ліф назвав це «пригніченим сексуальним бажанням», а Каплан «гіпоактивним сексуальним бажанням». Основною мотивацією для цього було те, що попередні моделі сексуальної терапії припускали певний рівень сексуального інтересу до партнера і що проблеми були спричинені лише ненормальним функціонуванням / нефункціонуванням геніталій або тривожністю продуктивності, але терапія, заснована на цих проблемах, була неефективною для людей, які не мали сексуального бажання до своєї партнерки чи партнера. Наступного 1978 року Ліф і Каплан разом зробили пропозицію робочій групі APA з сексуальних розладів для DSM III, членами якої були. Діагноз пригніченого сексуального бажання (ISD) був доданий до DSM, коли було опубліковано 3-тє видання в 1980 році.
Для розуміння цього діагнозу важливо розпізнати соціальний контекст, у якому він був створений. У деяких культурах низьке сексуальне бажання може вважатися нормальним, а високе — навпаки, проблематичним. Наприклад, сексуальне бажання може бути нижчим у східноазіатських популяціях, ніж у євро-канадських / американських. В інших культурах цей аспект може мати зворотну тенденцію. Так як одні культури намагаються стримувати сексуальне бажання, інші намагаються його збудити. Уявлення про «нормальний» рівень сексуального бажання залежать від культури і рідко ціннісно нейтральні. У 1970-х існували сильні культурні соціальні повідомлення про те, що секс корисний і «чим більше, тим краще». У цьому контексті люди, які зазвичай не цікавилися сексом, які раніше, можливо, не вважали це проблемою, з більшою ймовірністю стали вважати, що це ситуація, яку потрібно виправити. Можливо, вони відчували себе відчуженими через тиск домінантної думки про сексуальність, і все частіше люди зверталися до секс-терапевтів зі скаргами на низьке сексуальне бажання. Саме в цьому контексті був створений діагноз ISD.
У перегляді DSM-III, опублікованому в 1987 році (DSM-III-R), ISD було розділено на дві категорії: розлад гіпоактивного сексуального бажання та розлад сексуальної відрази (SAD). Перший термін означає відсутність інтересу до сексу, а другий — фобічну відразу до сексу. На додаток до цього підрозділу, однією з причин зміни є те, що комітет, який бере участь у перегляді психосексуальних розладів для DSM-III-R, вважав, що термін «загальмований» передбачає психодинамічну причину (тобто умови для сексуального бажання присутні, але людина з певних причин гальмує свій власний сексуальний інтерес). Термін «гіпоактивне сексуальне бажання» складніший, але нейтральніший щодо причини. За оцінками DSM-III-R, близько 20% населення мали HSDD. У DSM-IV (1994) був доданий критерій, згідно з яким діагноз вимагає «вираженого дистресу або міжособистісних труднощів сексуальної взаємодії».
DSM-5, опублікований у 2013 році, розділив HSDD на розлад гіпоактивного сексуального бажання у чоловіків і розлад сексуального інтересу / збудження у жінок. Ця різниця була зроблена тому, що чоловіки повідомляли про більш інтенсивне та часте сексуальне бажання, ніж жінки. Зі слів Лорі Бротто, ця класифікація є бажаною порівняно з системою класифікації DSM-IV, оскільки: (1) вона відображає висновок про те, що бажання та збудження мають тенденцію збігатися (2) розрізняє жінок, які не мають бажання перед початком активності, але сприйнятливі до ініціації та / або починають сексуальну активність з причин, відмінних від бажання, і жінок, які ніколи не відчувають сексуального збудження (3) враховує мінливість сексуального бажання. Крім того, критерій наявності 6 симптомів для діагностики допомагає захиститися від патологічного адаптивного зниження бажання.

## Критика

### Загальна
HSDD, як його зараз визначає DSM, зазнав критики через соціальну функцію діагностики.
- HSDD можна розглядати як частину історії медикалізації сексуальності для визначення норм сексуальності[28]. Він також розглядався в «ширшому контексті історичного інтересу до проблематизації сексуального апетиту»[29].
- HSDD критикували за патологізацію нормальних варіацій сексуальності, оскільки параметри нормальності неясні[30]. Ця неясність частково пов’язана з тим, що терміни «постійний» і «рецидивуючий» не мають чітких термінологічних визначень.
- HSDD може функціонувати, щоб патологізувати асексуальність, хоча їхня відсутність сексуального бажання не може бути дезадаптивною. Через це деякі асексуальні люди лобіювали спільноту психічного здоров’я, яка працювала над DSM-5, щоб відрізнити гіпоактивне сексуальне бажання як розлад від асексуальності як сексуальної орієнтації[31].

Інші критики більше зосереджені на наукових і клінічних проблемах.
- HSDD — це така різноманітна група станів із багатьма причинами, що вона функціонує лише як відправна точка для клініцистів, щоб оцінити стан людей[32].
- Вимога про те, що низьке сексуальне бажання викликає страждання або міжособистісні труднощі сексуальної взаємодії, підлягає критиці. Було стверджено, що це не є клінічно обґрунтованим, тому що якщо це не викликає жодних проблем, людина не буде шукати ліки[32].  Можна стверджувати, що цей критерій (для всіх сексуальних дисфункцій, включаючи HSDD) знижує наукову обґрунтованість діагнозів або є прикриттям відсутності даних про те, що є нормальною сексуальною функцією[33].
- Вимога про наявність дистресу також підлягає критиці, оскільки терміну «дистрес» бракує чіткого визначення[32].

Деякі критики гіпоактивного розладу сексуального потягу в деяких випадках описували його як его-дистонічну асексуальність, вказуючи на те, що цей термін патологізує відсутність сексуального потягу. Асексуальна людина може відчувати страждання через загальноприйняту концепцію аллонормативність, потенційно відповідаючи умові дистресу для діагностики. Непотрібне лікування асексуальних людей від HSDD можна описати як конверсійну терапію, тому людині потрібно запропонувати дослідити причину свого дистресу.

### Оцінка NICE (Великобританія)
Гіпоактивний розлад сексуального потягу не визнається розладом Національним інститутом охорони здоров’я та досконалості догляду Британської національної служби охорони здоров’я з висновком, заснованим на статті в Journal of Medical Ethics, що «гіпоактивний розлад сексуального потягу є типовим прикладом стану, який був спонсорований індустрією, щоб підготувати ринок до появи нового виду лікування».

### Критерії DSM-IV
До публікації DSM-5 критерії DSM-IV піддавалися критиці з кількох причин. Було запропоновано додати критерій тривалості, оскільки відсутність інтересу до сексу за останній місяць є значно більш поширеною, ніж відсутність інтересу протягом шести місяців. Подібним чином був запропонований критерій частоти (тобто симптоми слабкого бажання присутні в 75% або більше сексуальних контактів).
Поточна основа для HSDD базується на лінійній моделі сексуальної реакції людини, розробленій Мастерсом і Джонсоном і модифікованій Каплан, що складається з бажання, збудження, оргазму. Сексуальні дисфункції в DSM базуються на проблемах, які виникають на будь-якому одному або кількох із цих етапів.  Багато хто з критиків концепції DSM-IV щодо сексуальної дисфункції загалом і HSDD зокрема стверджували, що ця модель ігнорує відмінності між чоловічою та жіночою сексуальністю. Кілька критичних зауважень ґрунтувалися на неадекватності основи DSM-IV для вирішення сексуальних проблем жінок.
- Все більше доказів показує, що існують значні відмінності між чоловічою та жіночою сексуальністю. Рівень бажання дуже різниться від жінки до жінки, і є деякі жінки, які вважаються сексуально функціональними та водночас не мають активного бажання сексу, але можуть добре реагувати в контексті, який вони вважають прийнятним. Це було названо «реагуючим бажанням» на відміну від спонтанного бажання[10].
- Зосередження лише на фізіології ігнорує соціальні, економічні та політичні фактори, включаючи сексуальне насильство та відсутність доступу до сексуальної медицини чи освіти в усьому світі, що впливає на жінок та їх сексуальне здоров’я[42].
- Зосередження на фізіологічному ігнорує контекст стосунків, попри те, що це часто є причиною сексуальних проблем.
- Зосередження уваги на розбіжності в бажанні між двома партнерами може призвести до того, що партнера з нижчим рівнем бажання буде позначено як «дисфункціонального», але насправді проблема полягає в різниці між двома партнерами. Однак у парах оцінка бажання має тенденцію бути відносною. Тобто люди роблять судження, порівнюючи свій рівень бажання з рівнем бажання свого партнера чи партнерки[32].
- Сексуальні проблеми, на які скаржаться жінки, часто не вписуються в структуру DSM-IV для сексуальних дисфункцій[42].
- Система підтипів DSM-IV може бути більш застосовною до чоловіків, ніж до жінок.
- Дослідження вказують на високий ступінь супутніх патологій між HSDD і розладом жіночого сексуального збудження. Таким чином, діагностика, що поєднує обидва (як це зрештою прийняв DSM-5), може бути більш доречною[43].

## Дивіться також
- Сексуальність
- Сексуальне здоров'я
- Гіперсексуальність
- Розлад статевого збудження у жінок
- Сексуальна комунікація